# Rejon kujurgaziński
Rejon kujurgaziński (ros. Куюргазинский район, baszk. Көйөргәҙе районы) – jeden z 54 rejonów w Baszkirii. Stolicą regionu jest Jermolajewo.
100% populacji stanowi ludność wiejska, ponieważ w regionie nie ma żadnego miasta.